# Lasionycteris noctivagans
Lasionycteris noctivagans е вид бозайник от семейство Гладконоси прилепи (Vespertilionidae).

## Разпространение
Видът е разпространен в Бермудски острови, Канада, Мексико и САЩ.